# 中卫酿酒作坊
中卫酿酒作坊，位于宁夏回族自治区中卫市沙坡头区市区应理北街路西，是中华人民共和国宁夏回族自治区文物保护单位之一。
2010年12月6日，授予宁夏回族自治区文物保护单位，是一座近现代重要史迹及代表性建筑。